# I Liceum Ogólnokształcące dawne Polskie Gimnazjum im. Władysława Gębika w Kwidzynie
I Liceum Ogólnokształcące dawne Polskie Gimnazjum im. dra Władysława Gębika w Kwidzynie – szkoła średnia mieszcząca się w Kwidzynie przy ul. Konarskiego 12, w latach 1937-1939 funkcjonująca jako Polskie Gimnazjum – jedna z dwóch polskich szkół średnich w przedwojennych Niemczech.

## Historia powstania

### Okres międzywojenny
W okresie międzywojennym Kwidzyn znajdował się na terenie Prus Wschodnich. W większości był zamieszkany przez Niemców, jednak istniała i działała w nim również lokalna mniejszość polska. Na obszarze ówczesnych Niemiec istniała tylko jedna średnia szkoła polskojęzyczna w Bytomiu, zaś dzieci polskie w Niemczech były zmuszone do pobierania nauki w języku niemieckim.
Po I wojnie światowej Polacy podejmowali próby założenia pierwszej polskojęzycznej szkoły na terenie Niemiec. Już w 1921 członkowie Rady Ludowej w Kwidzynie ogłosili zamiar powołania polskiej szkoły średniej. Inicjatywą zajął się Związek Polaków w Niemczech. Polska prasa i radio rozpoczęły akcję propagowania budowy szkoły dla polskiej mniejszości w Niemczech. Polacy napotykali jednak wiele przeszkód ze strony władz niemieckich.
Działacze polscy zamierzali wybudować szkołę w centrum miasta, przy reprezentacyjnym placu, tuż obok gimnazjum niemieckiego i urzędu ziemskiego. Uważano, że zlokalizowanie jej w tak ważnym miejscu obudziłoby polskość Kwidzyna wśród jego mieszkańców. Początkowo władze miasta w ogóle nie zgadzały się na budowę polskiej szkoły; dopiero w 1934 zgodzono się na jej powstanie, lecz na działce na krańcach miasta, po wschodniej stronie przejazdu kolejowo-drogowego (podczas gdy centrum miasta i jego wszystkie ważne instytucje znajdowały się po jego zachodniej stronie), w dzielnicy nie cieszącej się wówczas dobrą opinią, co miało na celu jak najbardziej zniechęcić uczniów do uczęszczania do tej placówki.
Budowę rozpoczęto w 1936, na działce o powierzchni 0,6 ha, według projektu architekta E. Fechnera z Olsztyna. Jednym z inicjatorów powstania szkoły był działacz oświatowy Bolesław Osiński. Całe przedsięwzięcie sfinansowano dzięki kredytom Banku Słowiańskiego. 31 października 1937 pruskie ministerstwo oświaty wydało oficjalną koncesję na otwarcie polskiej szkoły w Kwidzynie. Polskie Gimnazjum, o pełnej nazwie brzmiącej: Prywatna Szkoła z Planem Wyższej Uczelni i Polskim Językiem Nauczania zostało otwarte 10 listopada 1937, jako druga polska szkoła średnia w Niemczech (po gimnazjum w Bytomiu), a jej pierwszym dyrektorem został dr Władysław Gębik. Nauczycielami w szkole byli Alfons Ratajczak, Wincenty Kowal, Feliks Nowakowski, Leon Kauczor, Aleksander Brückner, Nikodem Rozkwitalski oraz ks. Józef Styp-Rekowski.

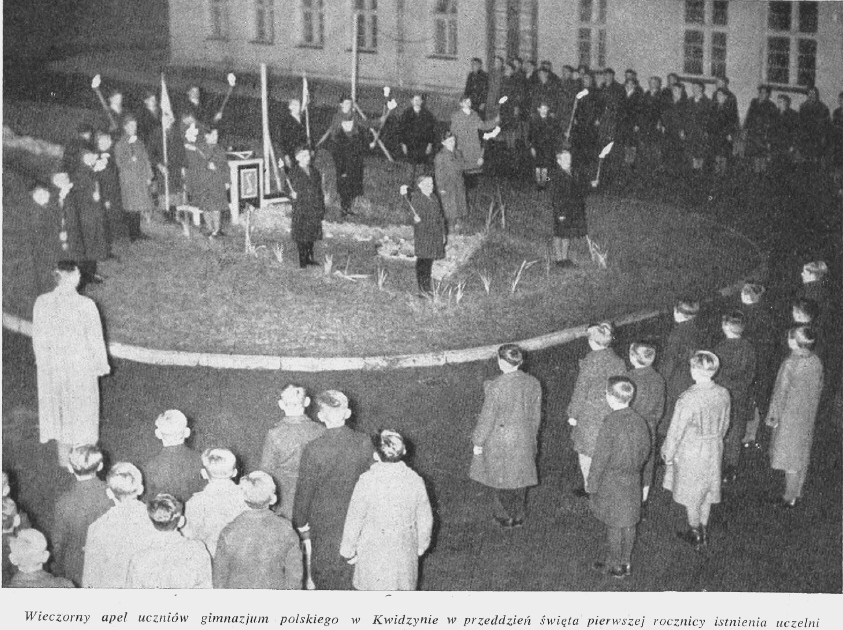
Wieczorny apel uczniów Gimnazjum Polskiego w Kwidzynie w przeddzień święta pierwszej rocznicy istnienia szkoły, 1938 r.

W 1938 w szkole uczyło się już 162 uczniów pochodzących z polskich rodzin z całej III Rzeszy. Gimnazjum posiadało bardzo wysoki poziom dydaktyczny oraz wychowawczy, kształcąc swych uczniów w duchu patriotyzmu. Hymnem szkoły została ogłoszona Pieśń Kwidzyniaków, skomponowana przez Leona Kauczora, nauczyciela muzyki, z okazji Kongresu Polaków w Niemczech w lutym 1938. Ze względu na swój program ideowo-wychowawczy szkoła była nieoficjalnie nazywana „Polską Szkołą Walczącą”, a bursa zamieszkiwana przez nauczycieli oraz uczniów szkoły, ze względu na swoją organizację zwana była nawet „Rzecząpospolitą Kwidzyńską”.
Przez dwa lata swojego istnienia Polskie Gimnazjum było poddawane szykanom zarówno ze strony niemieckich władz, jak i zwykłych mieszkańców Kwidzyna. Zdarzało się, że gmach szkoły był obrzucany kamieniami, a jej uczniowie prześladowani i bici w mieście przez swoich niemieckich rówieśników. Incydenty takie nasilały się przez nazistowską propagandę w miarę zbliżania się II wojny światowej. Na kilka dni przed jej wybuchem, 25 sierpnia 1939 wszyscy uczniowie, nauczyciele oraz pracownicy szkoły zostali aresztowani przez hitlerowskie służby bezpieczeństwa i następnie wywiezieni do obozu w Tapiawie (obecny Gwardiejsk w obwodzie królewieckim), a stamtąd do obozu w Grünhof (obecnie Roszczino w obwodzie królewieckim). Polskie Gimnazjum zostało rozwiązane i zamknięte. W połowie września 1939 uczniowie, którzy ukończyli 18 lat i byli zdolni do pełnienia służby wojskowej, zostali przymusowo wcieleni do Wehrmachtu, zaś nauczyciele i pracownicy szkoły zostali porozsyłani do różnych obozów koncentracyjnych, gdzie wielu z nich zginęło.

### Po II wojnie światowej
Po wojnie, już od 1 września 1945 wznowiono działalność placówki pod nazwą Gimnazjum i Liceum Ogólnokształcące. Do października lekcje odbywały się w innym budynku, ponieważ gmach przedwojennego gimnazjum był całkowicie zdewastowany i był odbudowywany, także z udziałem wychowanków szkoły. Na początku roku szkolnego 1945/1946 szkołę tworzyło zaledwie 8 nauczycieli i 132 uczniów, ale pod jego koniec uczęszczało do niej już około 300 uczniów.
W latach 1949 uczniowie kwidzyńskiego liceum stworzyli tajną Organizację Młodzieży Demokratyczno-Katolickiej, wyznaczoną przeciwko ustrojowi komunistycznemu. Stowarzyszenie to zostało jednak szybko zidentyfikowane przez władze, a jego członkowie aresztowani pod zarzutem przynależności do organizacji niepodległościowych. W 1950 odbyło się wobec nich kilka procesów politycznych, a niektórych skazano na kary nawet do 15 lat więzienia.
Z biegiem lat w szkole istniały różne cykle kształcenia. W 1958 powstało Liceum Ogólnokształcące dla Pracujących, a w latach 1976-1992 działała tu także filia Studium Wychowania Przedszkolnego w Elblągu. W latach 1965–1997 liceum nosiło imię Stefana Żeromskiego. Dziś w ramach Zespołu Szkół nr 1 działa także trzy- oraz dwuletnie uzupełniające Liceum Wieczorowe.

### Obecnie
Obecna nazwa szkoły została jej nadana w 1997. Jej patronem został jej przedwojenny dyrektor i działacz polonijny – Władysław Gębik. W ramach Zespołu Szkół nr 1 działa także trzy- oraz dwuletnie uzupełniające Liceum Wieczorowe. Do szkoły uczęszcza dziś około 820 uczniów, z czego 540 do Liceum Ogólnokształcącego. Dla uczniów spoza Kwidzyna działa internat przy szkole.